# Alienodites amazonicus
Alienodites amazonicus är en skalbaggsart som beskrevs av Alexey K. Tishechkin 2007. Alienodites amazonicus ingår i släktet Alienodites och familjen stumpbaggar. Inga underarter finns listade i Catalogue of Life.